# Deutsches Fahrradmuseum
Das 2004 eröffnete Deutsche Fahrradmuseum gGmbH befindet sich im Ortsteil Staatsbad Brückenau von Bad Brückenau.
In der ehemaligen Villa Füglein sind über 230 historische Fahrräder aus der Sammlung von Ivan Sojc ausgestellt und gilt damit als die umfassendste deutsche Fahrradsammlung und eine der größten Sammlungen zum Thema Fahrrad in Europa. Auf zwei Etagen wird dabei die Fahrradgeschichte von der Laufmaschine um 1820 bis zum modernen E-Bike präsentiert.

## Sammlungs- und Museumsgeschichte

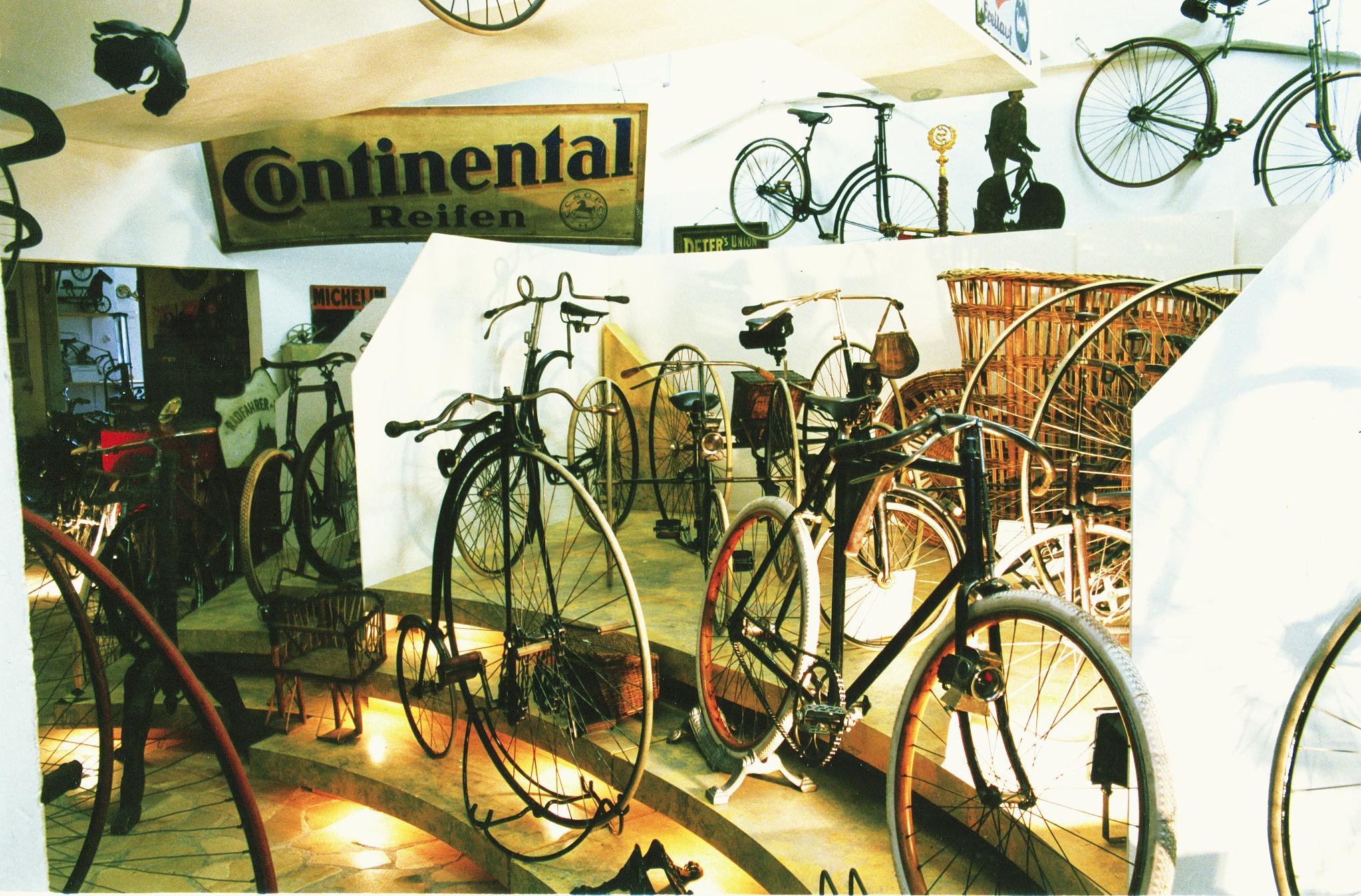
Ausstellung im Radwerk in Schönhofen

Vor dem Deutschen Fahrradmuseum in Bad Brückenau war die Sammlung von Ivan Sojc in Schönhofen im Landkreis Regensburg teilweise öffentlich zugänglich. Neben seinem Fahrradgeschäft Radwerk, das er von 1991 bis 2001 betrieb, baute er auch seine Sammlung auf. Im Jahr 2002 erfolgte der Umzug mit seiner Familie  nach Bad Brückenau, um seine Sammlung als Museum hauptberuflich und professionell zu betreiben. Aus dem Familienbetrieb Radwerk wurde mithilfe seiner damaligen Lebensgefährtin Mona Buchmann das Deutsche Fahrradmuseum begründet. Im Mai 2004 fand die offizielle Eröffnung statt.

## Ausstellung
Schwerpunkt der 500 Quadratmeter großen Dauerausstellung bildet die Entwicklungsgeschichte des Fahrrads mit über 230 Exponaten von der Laufmaschine, über Hochräder bis zu modernen E-Bikes. Zudem werden folgende Themen dargestellt: Straßenradsport, muskelbetriebene Kinderfahrzeuge, Fahrradmotorisierung, Militärfahrräder, Reklame, Fahrradzubehör, Vereinswesen, Firmengeschichte und das Thema „Kunst und Fahrrad“. Drei Dioramen, ein historischer Fahrradladen, eine Fahrradwerkstatt aus den 1930ern, sowie ein Vereinsraum ergänzen das Museum.

## Gebäudegeschichte „Villa Füglein“

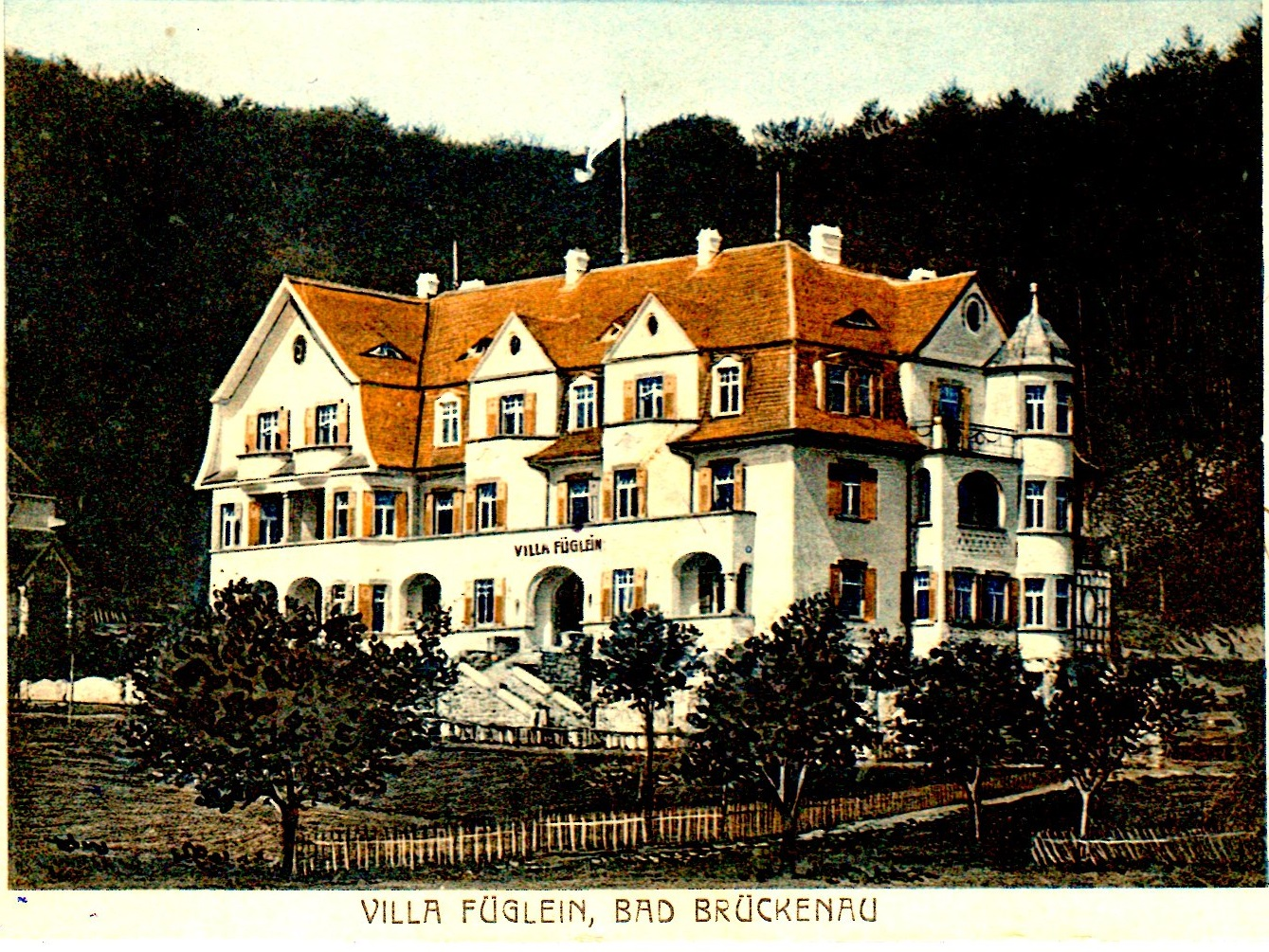
Nachkolorierte Bildpostkarte der Villa Füglein (ca. 1914)

Die Villa Füglein wurde 1908 im Jugendstil von Josef Füglein, einem Brückenauer Hotelbesitzer, als zusätzliche Pension gebaut, da das schon länger betriebene benachbarte Hotel mit seinen 70 Betten zu klein geworden war. Als Pension wurde das Gebäude bis 1972 von der Familie Füglein betrieben. Anschließend befand es sich bis 2002 im Besitz des Freistaates Bayern, der es zeitweise verpachtete. Mona Buchmann und Ivan Sojc kauften das Gebäude im Jahr 2002, renovierten es komplett und betreiben dort seit 2004 das Deutsche Fahrradmuseum.